# Savoy, Massachusetts

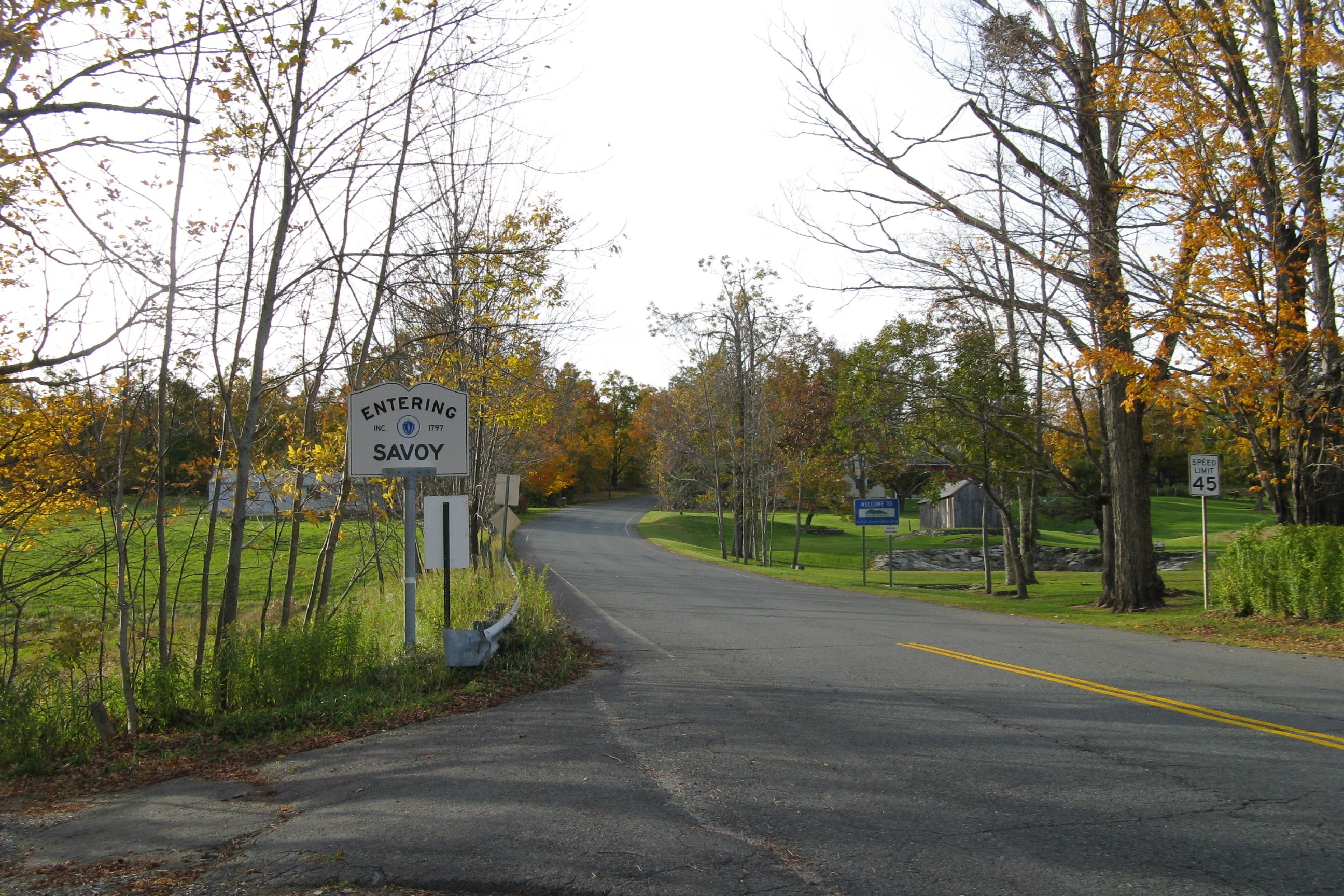

Savoy är en kommun (town) i Berkshire County i delstaten Massachusetts, USA. Vid folkräkningen år 2000 bodde 705 personer på orten. Den har enligt United States Census Bureau en area på totalt 93,3 km² varav 0,4 km² är vatten.